# Lavault-de-Frétoy
Ne doit pas être confondu avec Lavault-Sainte-Anne.
Lavault-de-Frétoy est une commune française située dans le département de la Nièvre, en région Bourgogne-Franche-Comté.

## Géographie

### Localisation
La commune de Lavault-de-Frétoy est située au cœur du massif du Morvan, dans son parc naturel régional.

### Géologie et relief
Environ 75 % du territoire de la commune est occupé par la forêt, ce qui en fait la commune la plus boisée du Morvan et l'une des plus boisées de la Bourgogne-Franche-Comté.

### Communes limitrophes
|         | Planchez          |                        |
| Corancy | Lavault-de-Frétoy | Anost (Saône-et-Loire) |
|         | Arleuf            |                        |

### Climat
Pour des articles plus généraux, voir Climat de la Bourgogne-Franche-Comté et Climat de la Nièvre.
En 2010, le climat de la commune est de type climat de montagne, selon une étude du Centre national de la recherche scientifique s'appuyant sur une série de données couvrant la période 1971-2000. En 2020, Météo-France publie une typologie des climats de la France métropolitaine dans laquelle la commune est exposée à un climat océanique altéré et est dans la région climatique  Lorraine, plateau de Langres, Morvan, caractérisée par un hiver rude (1,5 °C), des vents modérés et des brouillards fréquents en automne et hiver. 
Pour la période 1971-2000, la température annuelle moyenne est de 9,3 °C, avec une amplitude thermique annuelle de 15,8 °C. Le cumul annuel moyen de précipitations est de 1 296 mm, avec 14,8 jours de précipitations en janvier et 9,4 jours en juillet. Pour la période 1991-2020, la température moyenne annuelle observée sur la station météorologique de Météo-France la plus proche, « Chateau Chinon », sur la commune de Château-Chinon (Ville) à 7 km à vol d'oiseau, est de 10,5 °C et le cumul annuel moyen de précipitations est de 1 252,3 mm. 
La température maximale relevée sur cette station est de 38,8 °C, atteinte le 25 juillet 2019 ; la température minimale est de −21,3 °C, atteinte le 10 février 1956,,. 
Les paramètres climatiques de la commune ont été estimés pour le milieu du siècle (2041-2070) selon différents scénarios d'émission de gaz à effet de serre à partir des nouvelles projections climatiques de référence DRIAS-2020. Ils sont consultables sur un site dédié publié par Météo-France en novembre 2022.

## Urbanisme

### Typologie
Au 1er janvier 2024, Lavault-de-Frétoy est catégorisée commune rurale à habitat très dispersé, selon la nouvelle grille communale de densité à sept niveaux définie par l'Insee en 2022.
Elle est située hors unité urbaine et hors attraction des villes,.

### Occupation des sols
L'occupation des sols de la commune, telle qu'elle ressort de la base de données européenne d’occupation biophysique des sols Corine Land Cover (CLC), est marquée par l'importance des forêts et milieux semi-naturels (83,6 % en 2018), en augmentation par rapport à 1990 (81,7 %). La répartition détaillée en 2018 est la suivante : forêts (76,9 %), prairies (16,4 %), milieux à végétation arbustive et/ou herbacée (6,8 %). L'évolution de l’occupation des sols de la commune et de ses infrastructures peut être observée sur les différentes représentations cartographiques du territoire : la carte de Cassini (XVIIIe siècle), la carte d'état-major (1820-1866) et les cartes ou photos aériennes de l'IGN pour la période actuelle (1950 à aujourd'hui).

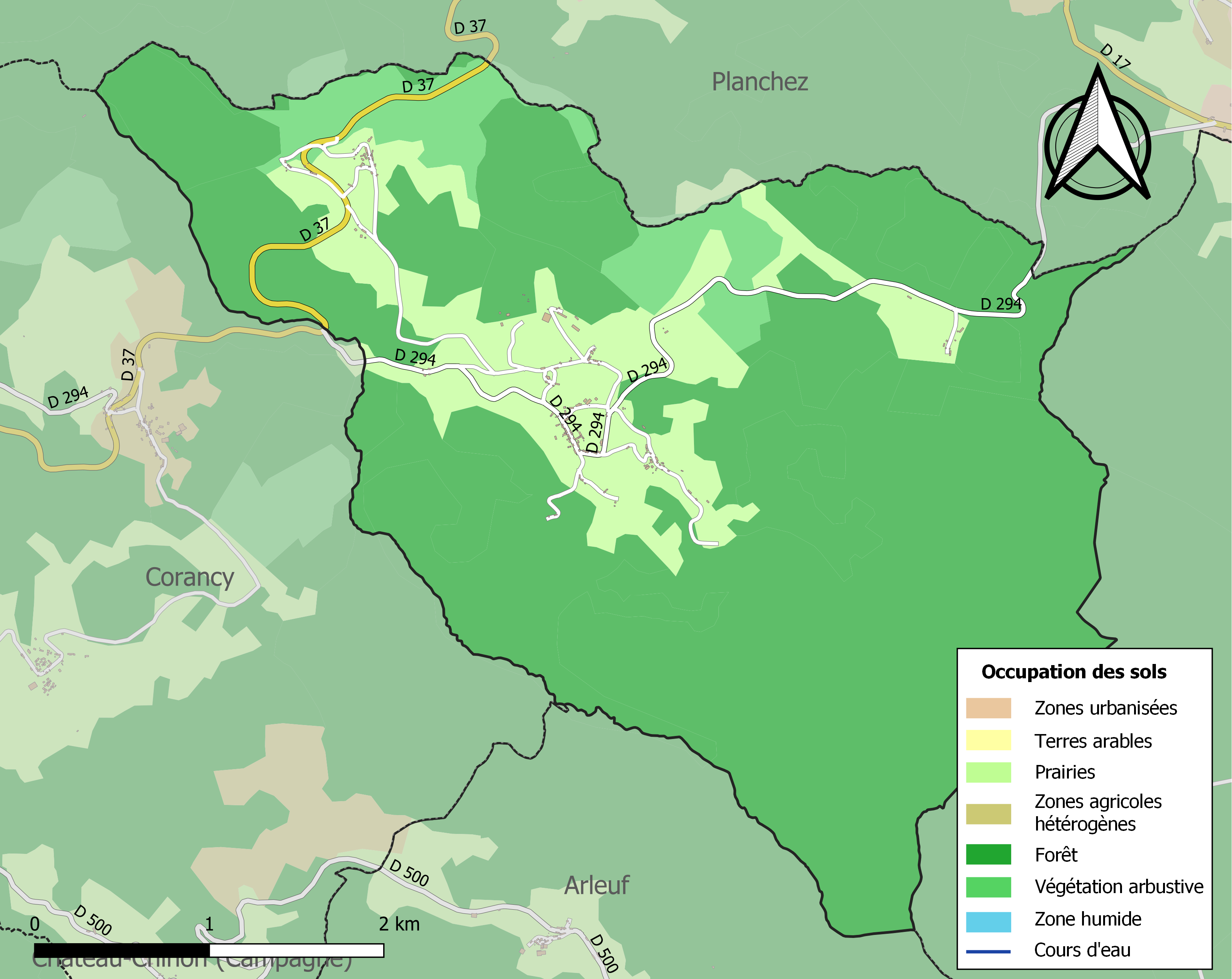
Carte des infrastructures et de l'occupation des sols de la commune en 2018 (CLC).

## Toponymie et étymologie
Avant 1884, la commune se nommait simplement Frétoy. À la suite du développement du hameau de Lavault, la commune a changé de nom pour Lavault-de-Frétoy.
Son nom actuel vient de « vallis » (« vallée » en latin) et de « freteyum », ou « festuen », ou « fregotum » (« couvert de chaume »).
Fretoy en 1793, Frétoy en 1801, Lavault-de-Frétoy en 1884.

## Politique et administration

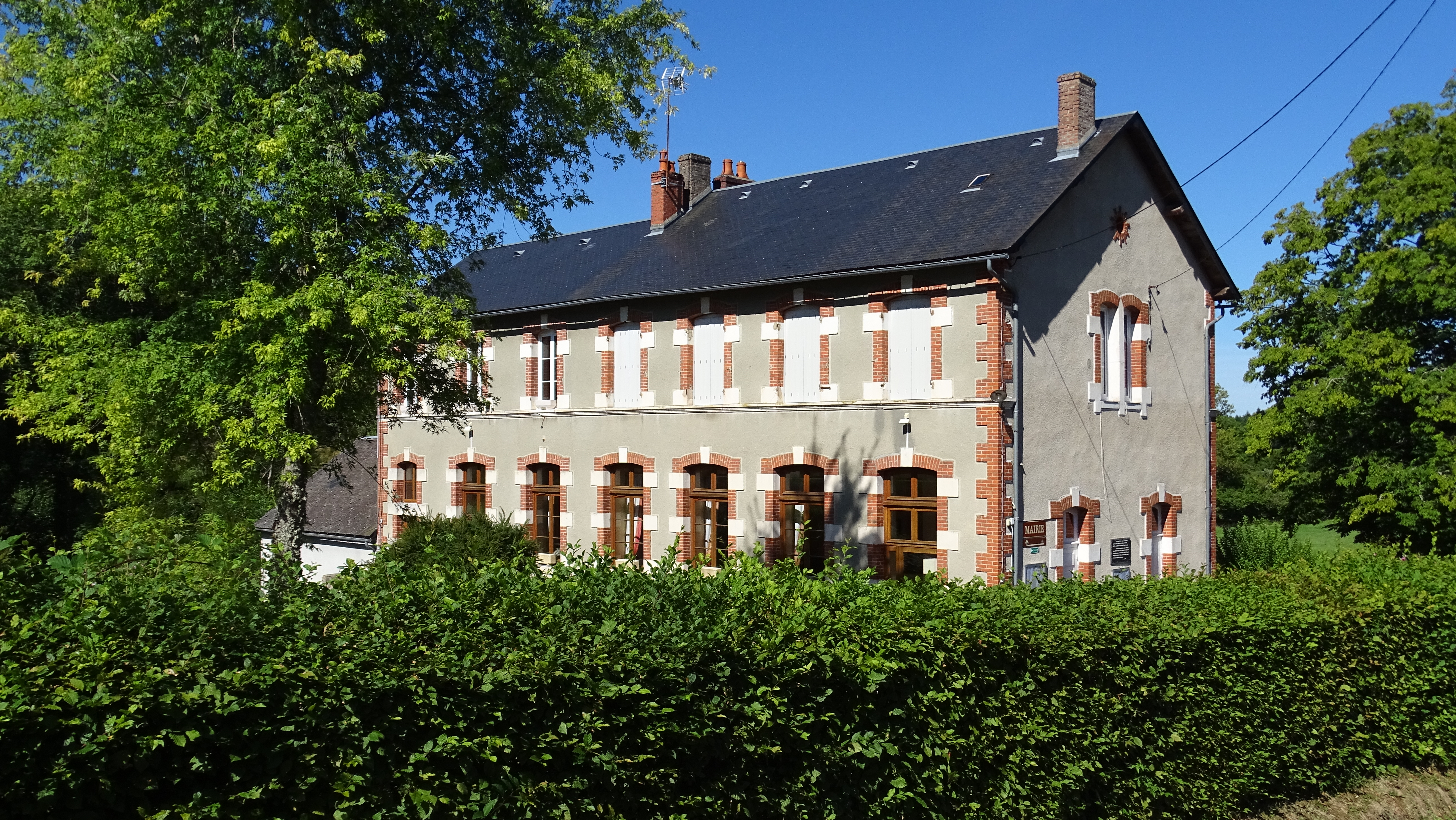
La mairie-école.

### Liste des maires
| Période                                  | Période  | Identité           | Étiquette | Qualité               |
| ---------------------------------------- | -------- | ------------------ | --------- | --------------------- |
| Les données manquantes sont à compléter. |          |                    |           |                       |
| 1959                                     | 1995     | Philippe Devoucoux | PS        | Agriculteurs          |
| mars 2001                                | En cours | Christine Bonte    |           | Attachée territoriale |

## Population et société

### Démographie
L'évolution du nombre d'habitants est connue à travers les recensements de la population effectués dans la commune depuis 1793. Pour les communes de moins de 10 000 habitants, une enquête de recensement portant sur toute la population est réalisée tous les cinq ans, les populations de référence des années intermédiaires étant quant à elles estimées par interpolation ou extrapolation. Pour la commune, le premier recensement exhaustif entrant dans le cadre du nouveau dispositif a été réalisé en 2008.

En 2022, la commune comptait 69 habitants, en évolution de +9,52 % par rapport à 2016 (Nièvre : −3,28 %, France hors Mayotte : +2,11 %).
| 1793 | 1800 | 1806 | 1821 | 1831 | 1836 | 1841 | 1846 | 1851 |
| ---- | ---- | ---- | ---- | ---- | ---- | ---- | ---- | ---- |
| 212  | 362  | 398  | 422  | 487  | 494  | 548  | 581  | 583  |

| 1856 | 1861 | 1866 | 1872 | 1876 | 1881 | 1886 | 1891 | 1896 |
| ---- | ---- | ---- | ---- | ---- | ---- | ---- | ---- | ---- |
| 539  | 502  | 633  | 556  | 566  | 584  | 584  | 563  | 534  |

| 1901 | 1906 | 1911 | 1921 | 1926 | 1931 | 1936 | 1946 | 1954 |
| ---- | ---- | ---- | ---- | ---- | ---- | ---- | ---- | ---- |
| 521  | 470  | 423  | 323  | 303  | 269  | 249  | 227  | 189  |

| 1962 | 1968 | 1975 | 1982 | 1990 | 1999 | 2006 | 2008 | 2013 |
| ---- | ---- | ---- | ---- | ---- | ---- | ---- | ---- | ---- |
| 184  | 145  | 104  | 75   | 71   | 79   | 73   | 71   | 63   |

| 2018 | 2022 | - | - | - | - | - | - | - |
| ---- | ---- | - | - | - | - | - | - | - |
| 70   | 69   | - | - | - | - | - | - | - |

## Économie
- Exploitations agricoles.

## Polémique sur l'exploitation forestière
En 2019, une polémique a été soulevée par la population locale contre une collusion entre la municipalité et une société privée d'exploitation forestière sur des projets d'enrésinement massif du patrimoine forestier de la commune au détriment de l'hydrologie, de la biodiversité, des risques d'incendie et du patrimoine touristique de la commune,.

## Culture locale et patrimoine

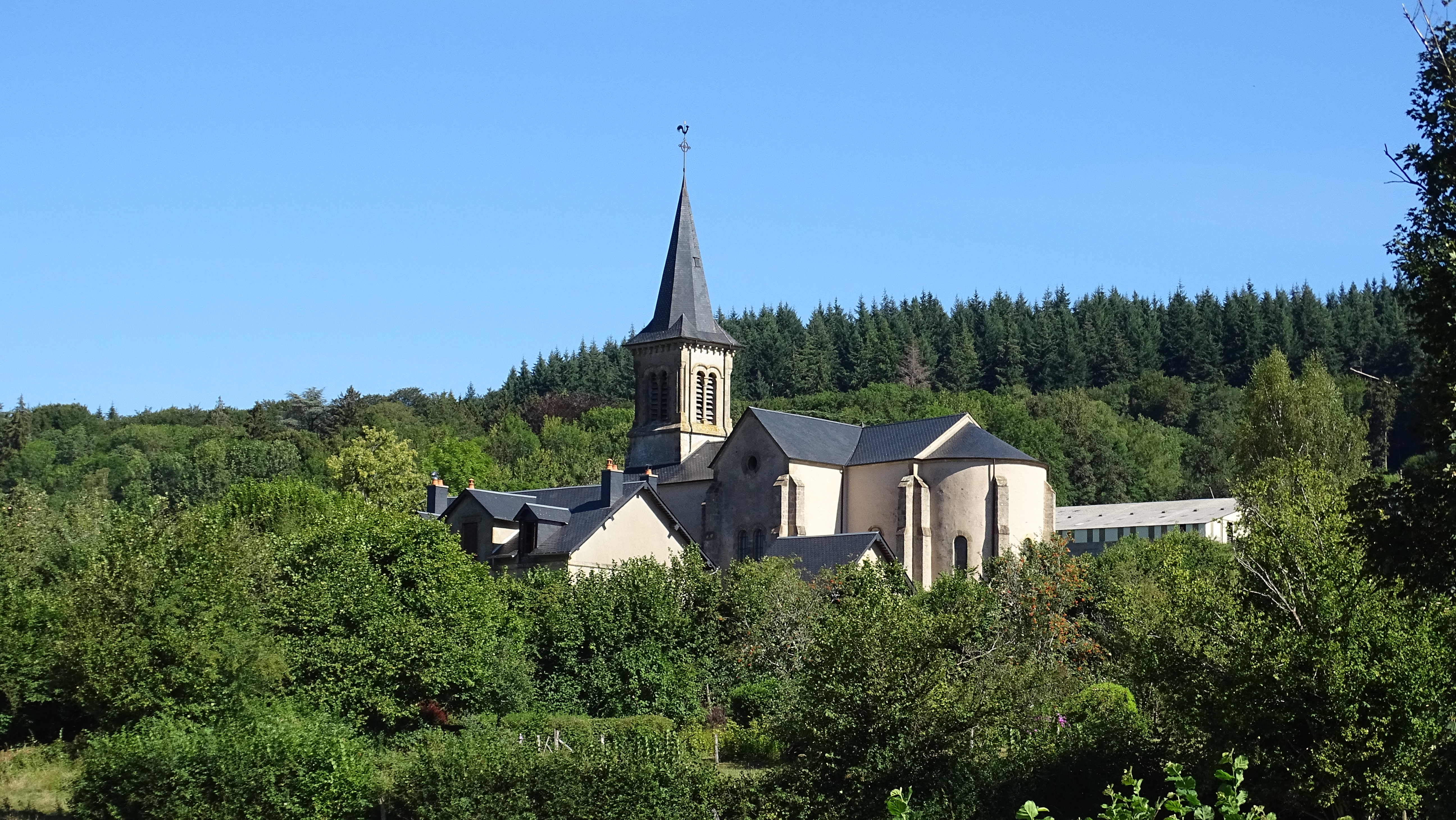
L'église Saint-Martin.

### Lieux et monuments
- La « Pierre du Pas de l'Âne » : pierre à pétroglyphes classée monument historique le 23 février 1928[20].
- La « Pierre à Culot » symbolisant une superstition liée à des enfants morts sans baptême.
- Le château de Montmartin au lieu-dit Montmartin à Lavault-de-Frétoy. Il date du XIXe siècle.
- L'église Saint-Martin du XIXe siècle.
- L'éperon barré du Fou de Verdun.

### Personnalités liées à la commune
- Lucien Olivier (1919-1994), médecin, archéologue, fondateur de l'Académie du Morvan et chercheur à l'éperon barré du Fou de Verdun.
- Jean Simon, instituteur de 1852 à 1880 puis maire de la commune, auteur d'une monographie consacrée à Frétoy[21] (vers 1883[22]).